# Corralejo (Guadalajara)
Corralejo es una pedanía de El Cardoso de la Sierra (Guadalajara, España) situada en el extremo sureste de la Sierra de Ayllón, haciendo frontera con Roblelacasa y Matallana al sur, Campillo de Ranas, Robleluengo y Majaelrayo al este, y Colmenar de la Sierra y Peñalba de la Sierra al norte y oeste. 
Tiene una población de 15 habitantes. La plaza es el centro comercial y donde se inicia la expansión del casco urbano, distribuyéndose en dos calles, que van de arriba abajo, y de oeste a este.

## Historia
El territorio es repoblado o fundado (no se sabe con seguridad) en tiempos de la ocupación cristiana de Buitrago durante la reconquista por la Comunidad de Villa y Tierra de Sepúlveda, quedando encuadrado el pueblo dentro del Ochavo de Sierra.
Corralejo nunca contó con ayuntamiento propio ya que siempre estuvo unido a Colmenar de la Sierra, que en 1973 fue anexionado al de El Cardoso de la Sierra. Siempre fue ganadero y nunca tuvo ningún edificio destacable.
A partir de la década de los 50, como tantos pueblos rurales, Corralejo, quedó casi despoblado, exceptuando algunas familias que se quedaron.

## Monumentos
Ermita de San Agustín: Único edificio religioso de la aldea, se trata de un edificio de una sola planta, hecho de piedra del lugar, con techada de teja roja o "árabe". 

## Lugares naturales
En sus alrededores se encuentran los barrancos del río Jaramilla, por donde discurre la carretera de conexión con Guadalajara, el puente de piedra y los valles al sur de la aldea.
Junto a la aldea se alza el cerro de Corralejo, de unos 1300 metros.

## Fiestas
Las fiestas patronales son 26 y 27 de agosto, en honor a San Agustín, patrón de la aldea.